# 沃爾切德勒姆市鎮

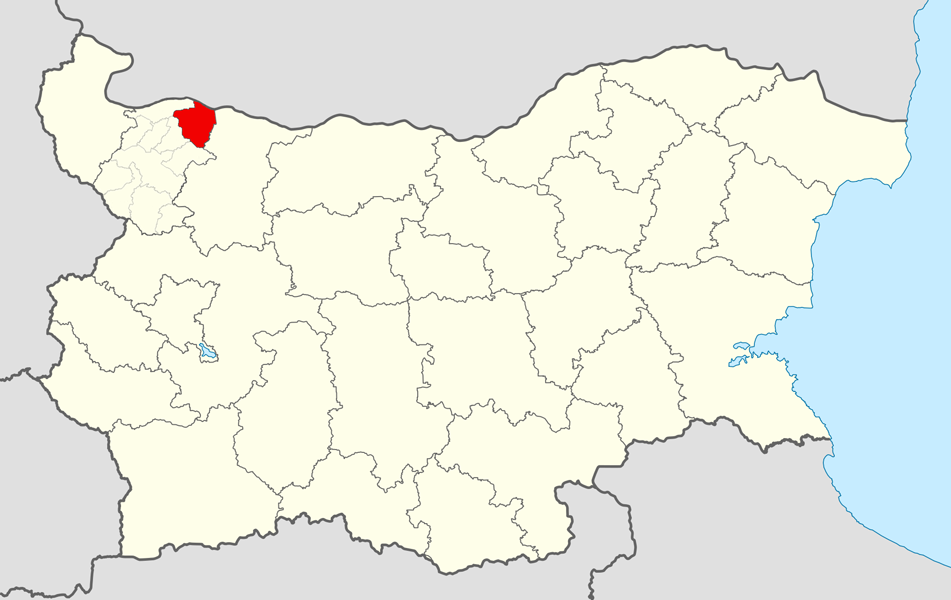

43°43′N 23°30′E / 43.717°N 23.500°E
沃爾切德勒姆市鎮，是保加利亞西北部蒙塔納州的市鎮，行政中心为沃爾切德勒姆。市镇面積为429平方公里，2011年人口数量为9,771人，人口密度每平方公里22.78人。